# Arnold Sinning (Politiker)
Arnold Sinning (* 5. Dezember 1767 in Spangenberg; † 18. Dezember 1839 ebenda) war ein deutscher Ökonom, Bürgermeister und Abgeordneter.

## Leben
Sinning war Ökonom und Bürgermeister in Spangenberg. Nach dem Tod von Georg Heinrich Schröder war er 1816 Mitglied des Landtages des Kurfürstentums Hessen-Kassel für Hersfeld und die Städte des Fuldastroms.